# U-107号潜艇 (1917年)
陛下之107号潜艇是德意志帝国海军建造的一艘中型潜艇或称U艇。它由基尔的日耳曼尼亚船厂承建，于1917年6月28日下水，至同年8月18日交付使用。U-107号是在第一次世界大战期间服役的329艘德国潜艇之一，曾参加大西洋潜艇战。在其五次巡逻中，共击沉6艘协约国或中立国的商船，容积总吨为24663吨。战后，根据停战协议的要求，U-107号于1918年11月20日被引渡至英国正式投降，至1922年在斯旺西拆解报废。

## 设计
第一次世界大战爆发后，为了满足潜艇破交战的作战需求，德意志帝国海军潜艇监察局（Inspektion des U-Bootwesens）在U-43号（战时动员型）的基础上，研发出了一种技术上更为成熟的中型双壳体远洋潜艇。其排水量适中、性能均衡，非常适合北海和英国周边海域的作战环境。海军为此共计批出34艘订单，战术编号使用U-81至U-114号。实战证明，这一系列的潜艇具有出色的航海能力和稳定的耐用性，它们的许多布置也对后世IX級潛艇和国外一些潜艇的设计产生了影响。
U-107号是由基尔日耳曼尼亚船厂承建的第三批次（U-105至U-114号）的三号艇。它沿袭了前一批次（U-93至U-98号）的优化艇体设计，有较佳的机动性能；但在排水量和航速方面略为下降，惟续航里程有所提升。U-107号的水上和水下排水量分别为798吨和1000吨。其全长71.55米；舷宽6.30米，当中的耐压壳体宽4.15米；有3.90米的吃水深度。艇只搭载有可在水上使用的两台猛狮六缸四冲程柴油发动机，总功率为2,400匹公制馬力（1,765千瓦特）；以及可在水下使用的西门子-舒克特双电动发电机，总功率为1,200匹公制馬力（883千瓦特）。这些发动机用以驱动双轴、每根轴各一个的直径1.70米长螺旋桨。它的潜航深度为50米。
U-107号在水上的最高速度达16.4節（30.4每小時），在水下的最高航速则为8.4節（15.6每小時）。它可以8節（15每小時）的速度在水上巡航9,280海里（17,190），或以5節（9.3每小時）的速度在水下巡航50海里（93）。该艇装备了六具直径为500毫米的鱼雷发射管，其中艇艏四具、艉部两具，并可合共携带至多16枚鱼雷；作为辅助武器的甲板炮则是一门105毫米45倍径速射炮和一门88毫米30倍径速射炮。其标准船员编制为4名军官及32名水兵。

## 历史
U-107号是由德意志帝国海军作为K项战时订单（Kriegsauftrag K）的一部分，于1916年5月5日向基尔的日耳曼尼亚船厂订购，建造编号为276。艇只于1917年6月28日下水，至同年8月18日在首任艇长、海军上尉威廉-弗里德里希·施塔克的指挥下正式交付使用。在施塔克之后，库尔特·斯莱福格特中尉（1918年1月1日－7月31日）和库尔特·西韦特上尉（1918年8月1日－11月11日）也曾相继担任过该艇指挥官。完成海试后，U-107号自1917年9月21日起被编入分驻埃姆登和博尔库姆的第四潜艇区舰队服役，并一直隶属于该部队直至战争结束。
第一次世界大战期间，U-107号在北大西洋东部海域完成了五次巡逻；共计击沉6艘协约国或中立国的商船，容积总吨为24663吨。其中，被U-107号击沉的最大型船舶是容积总吨为9291吨的英国货轮弗莱维娅号，它是在从蒙特利尔前往雅芳茅斯的途中，于1918年8月24日行至爱尔兰托里岛西北偏西约30海里（56）处中鱼雷沉没，造成1人伤亡。
U-107号在战争中幸存了下来，没有被击沉。战后，根据对德停战协议的要求，它于1918年11月20日移交英国，并在哈维奇正式向协约国投降。由于英国海军部不再使用，遂于1919年3月3日以2425英镑（不含发动机）的价格将U-107号售予乔治·科恩，至1922年在斯旺西拆解报废。

## 袭击历史摘要
| 日期           | 船名         | 船籍 | 吨位 （容积总吨） | 结局 |
| -------------- | ------------ | ---- | ----------------- | ---- |
| 1917年10月21日 | 伊庇鲁斯号   | 希腊 | 1084              | 击伤 |
| 1918年4月14日  | 马斯顿荒原号 | 英国 | 2744              | 击沉 |
| 1918年6月29日  | 卡斯托一世号 | 挪威 | 117               | 击沉 |
| 1918年8月15日  | 库波尔号     | 美国 | 7117              | 击沉 |
| 1918年8月18日  | 爱达荷号     | 英国 | 3023              | 击沉 |
| 1918年8月21日  | 埃东湖号     | 美国 | 2371              | 击沉 |
| 1918年8月24日  | 弗莱维娅号   | 英国 | 9291              | 击沉 |

## 脚注
1. 1 2  Helgason, Guðmundur. . German and Austrian U-boats of World War I - Kaiserliche Marine - Uboat.net.   [2021-12-13].
2. ↑  Gröner 1991，第12-14頁.
3. 1 2  Helgason, Guðmundur. . German and Austrian U-boats of World War I - Kaiserliche Marine - Uboat.net.   [2015-01-26].
4. 1 2  Helgason, Guðmundur. . German and Austrian U-boats of World War I - Kaiserliche Marine - Uboat.net.   [2015-01-26].
5. 1 2  Helgason, Guðmundur. . German and Austrian U-boats of World War I - Kaiserliche Marine - Uboat.net.   [2015-01-26].
6. ↑  陈进，第71頁.
7. ↑  Herzog，第50頁.
8. ↑  Helgason, Guðmundur. . German and Austrian U-boats of World War I - Kaiserliche Marine - Uboat.net.   [2021-11-29].
9. ↑  Herzog，第48頁.
10. 1 2  Gröner 1991，第12–14頁.
11. ↑  Herzog，第139頁.
12. ↑  Herzog，第124頁.
13. ↑  Herzog，第69頁.
14. ↑  Helgason, Guðmundur. . German and Austrian U-boats of World War I - Kaiserliche Marine - Uboat.net.   [2021-12-13].
15. ↑  Herzog，第91頁.
16. ↑  Dodson & Cant，第125頁.
17. ↑  Helgason, Guðmundur. . German and Austrian U-boats of World War I - Kaiserliche Marine - Uboat.net.   [2015-01-26].